# Шалкарська міська адміністрація
Шалка́рська міська адміністрація (каз. Шалқар ауылдық округі, рос. Шалкарская городская администрация) — адміністративна одиниця у складі Шалкарського району Актюбінської області Казахстану. Адміністративний центр та єдиний населений пункт — місто Шалкар.
Населення — 27833 особи (2021; 26574 у 2009, 26329 у 1999, 28899 у 1989).
1997 року до складу Шалкарської міської адміністрації передане урочище Кзилжулдиз Жанакониського сільського округу.